# John Barrow (1764-1848)
John Barrow, 1e Baronet, FRS FRGS (Ulverston, 19 juni 1764 – Londen, 23 november 1848) was een Brits ambtenaar, geograaf, linguïst en schrijver.

## Vroege leven
Barrow werd in 1764 in Engeland geboren. Hij was het enige kind van Roger Barrow, een leerlooier uit het gehucht Dragley Beck. Barrow liep school aan de 'Town Bank grammar school' in Ulverston. Hij verliet de school op zijn dertiende om een zondagsschool voor de armen op te richten.
Een jaar later begon Barrow als toezichthoudend klerk voor een ijzergieterij in Liverpool te werken. Als bijberoep werd hij tutor van een adelborst waardoor hij in navigatie geïnteresseerd raakte. Op zijn zestiende nam Barrow deel aan een walvisexpeditie naar Groenland.
Als jonge twintiger onderwees Barrow wiskunde aan een private school in Greenwich. Daar gaf hij les aan de zoon van George Staunton.

## Carrière
Barrow reisde in 1792 voor een diplomatieke missie met Staunton mee naar China. Hij werkte er van 1792 tot 1794 als boekhouder voor George Macartney en leerde er de Chinese taal. Barrow zou in China geïnteresseerd blijven en er op kritieke momenten door de Britse overheid over geraadpleegd worden.
In 1797 reisde hij als persoonlijk secretaris van Macartney naar de toen recent verworven Kaapkolonie. Macartney diende er een overheid te installeren. Barrow kreeg als taak het binnenland in kaart te brengen en vrede tussen de Afrikaners en zwarten te bewerkstelligen. Hij bezocht er alle delen van de kolonie, huwde er met Anne Maria Trüter en kocht in 1800 - met de bedoeling zich er te vestigen - een huis in Kaapstad. De teruggave van de kolonie, onderhandeld in de Vrede van Amiens van 1802, deed Barrow in 1804 naar Londen terugkeren.
Terug in Londen werd hij tot Second Secretary to the Admiralty (Tweede secretaris van de Admiraliteit) benoemd, een ambt dat hij 40 jaar lang zou bekleden. De elf staatssecretarissen waaronder hij diende waren vol lof over hem, en Willem IV kende hem verscheidene eretekens toe. De napoleontische oorlogen vonden in die periode plaats en zijn bestuurlijk en organisatietalent droegen aan de uiteindelijke overwinning bij.
Na de oorlog zocht Barrow een doel voor de schepen en officieren die overbodig waren geworden. Hij werd zo een van de drijvende krachten achter de "Britse Exploratie", een periode waarin verscheidene belangwekkende expedities werden ondernomen. Onder meer het noordpoolgebied, West-Afrika en het westen van Australië werden verkend.
Barrow was een Fellow of the Royal Society. In 1821 kreeg hij de titel Legum Doctor (LL.D.) van de Universiteit van Edinburgh. Barrow was een van de stichtende leden bij de oprichting van de Royal Geographical Society in 1830. In 1835 werd hem door Robert Peel de titel Baronet toegekend. Barrow ging op rust in 1845 maar zette zich aan het schrijven. Hij schreef een autobiografie en een geschiedenis van de expedities naar het noordpoolgebied.

## Nalatenschap
Barrow stierf op 23 november 1848 te Londen. Zijn vrouw, vier zonen en twee dochters overleefden hem.
Onder meer Straat Barrow, Point Barrow, Barroweiland en Utqiaġvik (voorheen Barrow geheten) werden naar hem vernoemd.
In 1850 werd een monument aan Barrow onthuld nabij zijn geboorteplaats, Hoad Monument, officieel het Sir John Barrow Monument geheten.